# 카이스트신문
카이스트신문은 카이스트(KAIST)의 교내 언론 중 하나이다. 학기 중에는 격주로 발행되며 발행된 주 화요일에 무료로 배포된다. 여름방학과 겨울방학 때는 각각 두 부와 한 부가 발행된다. <종합>, <캠퍼스>, <학술>, <연구>, <문화>, <오피니언> 섹션 등으로 구성되어 있다.
카이스트신문의 신문사는 카이스트 교양분관 1층에 위치하고 있다. 카이스트신문은 지난 2011년 4월 8일 카이스트에서 열린 '총장과의 대화' 진행 과정을 외부 언론의 취재가 거부된 상황해서 유일하게 취재하여 보도하는 등 카이스트에서 일어나는 사건을 비교적으로 상세하게 취재한다. 카이스트신문은 다음과 같은 변천과정을 거쳐왔다.
과기대학보 -> 과기원신문 -> 카이스트 -> 카이스트신문
창간호부터 이후 기사 전체를 공식 사이트에서 확인할 수 있다.

## 과기대학보(科技大學報)

### 소개
1988년 2월 1일 창간된 한국과학기술대학(KIT)의 신문이다. 영문 제호는 THE KOREA INSTITUTE OF TECHNOLOGY PRESS이다. 창간 당시에는 월 1회 발행되었지만, 1991년 9월 18일 33호부터는 발행주기가 격주간으로 바뀌었다. 신문의 판형은 대판(blanket size)이다.

### 발간목표
1. 한국과학기술대학의 교육이나 연구및 학생 활동의 장(場)을 충분히 제공해주는 대학신문으로서의 역할을 수행해야 한다.[3]
2. 대학의 설립목적과 대학이념의 구현에 이바지하고 대학의 발전적 미래를 제시하는 기능을 담당해야 한다.[3]
3. 사회적 발전에 이바지하여야 한다.[3]
4. 한국과학기술대학이 걸어온 발자취를 생생하게 증언해야 한다.[3]

## 과기원신문

### 소개
과기대학보가 과기원소식과 통합됨에 따라 변경된 과기대학보의 새로운 제호이다.
새로운 영문 제호는 THE KAIST TIMES이다. 1면 제호의 디자인 및 색 선정에는 산업디자인학과 권은숙 교수와 남택진 씨가 참여했다. 새로운 제호는 1992년 2월 1일에 발행된 38호부터 사용되었다. 통합을 기점으로 신문사와 신문이 개편되었다.

### 개편 내용
1. 판형이 타블로이드 크기로 변경되었다.[4]
2. 편집의 방향을 내용을 더 효과적으로 부각시킬 수 있는 쪽으로 두었다.[4]
3. 원생기자와 직원기자제도가 도입되었다.[4]
4. Mac을 이용한 전자출판시스템이 도입되었다.[6]

## 카이스트
2002년 3월 6일 발행된 208호부터 사용되는 과기원신문의 새로운 제호이다. 제호의 디자인에는 98학번 박현설 학우가 참여했다. 신문에서는 새로운 제호의 의미를 다음과 같이 설명하고 있다.
"새로운 제호에는 진보적인 느낌을 담기위해 자칫 보수적인 느낌을 줄 수 있는 '신문', '학보'라는 말을 넣지 않았으며, 간결한 느낌을 주도록 했다. 또한 학교 이름을 그대로 썼기 때문에 학교의 이미지와의 연관이 쉽다. 제호의 모양은 이공계인 우리 학교의 이미지와 잘 어울리도록 직선과 직각을 사용하면서도, 친근감을 줄 수 있도록 글씨 각각의 크기를 자유롭게 구성해 무겁지 않고 생동감 있는 분위기를 연출하는 방향으로 디자인했다. 또 '카이스트'중 '이'는 학교내 오리연못에 위치하고 있는 까리용의 모습을 형상화하여 그 의미를 담았다."

## 카이스트신문

### 소개
2010년 9월 7일 발행된 337호부터 사용되는 카이스트의 새로운 제호이다. 제호변경과 동시에 신문의 지면개편이 있었다.

### 개편 내용
1. <종합>, <캠퍼스>, <사람>, <연구> 총 4개의 면이 신설되었다.[8]
2. <오피니언> 면이 재정비되었다.[8]
3. 독자퀴즈가 신설되었다.[8]
4. 신문에 그래픽요소를 더 많이 활용하고 디자인에 변화를 주어 가독성을 높였다.[8]

### 부서
1. <1면>과 <종합>면을 담당하는 취재부, <캠퍼스>, <사람>면을 담당하는 사회부, <학술>, <연구>면을 담당하는 학술부, <유람>, <문화>면을 담당하는 문화부,  4개의 부서가 있다. 이 외에 위 부서로부터 외주 개념의 요청을 받아 사진을 찍는 사진부, 이미지컷을 제작하는 일러스트부, 뉴미디어본부(NMC, New Media Center)가 있다.
2. 편집장과 부편집장으로 이루어진 데스크의 경우 사무국에 준하며 기자 예산 책정, 신문 발행, 광고 수주, 수고료 지급, 리더십 마일리지 지급 신청, 카이스트신문 주관 총학생회 간담회 준비 등 학보사 대내외 사무 업무를 수행한다.